# パウル・グレーナー
パウル・ヘルマン・フランツ・グレーナー（Paul Hermann Franz Gräner, 1872年1月11日 - 1944年11月13日）は、ドイツの作曲家・指揮者。

## 経歴
ベルリンのベルト職人の家庭に生まれた。1881年にボーイソプラノとして聖歌隊入りし、1884年から1890年までベルリンのアスカーニエン・ギムナジウムに在籍した。1888年には特待生としてファイト音楽院（Veitschen Konservatorium）で教育を受け、作曲をアルベルト・ベッカーに師事した。シュテンダルを振り出しに、ブレーマーハーフェンやケーニヒスベルク、ベルリンで楽長として契約を結び、1898年から1906年までロンドン王立ヘイマーケット劇場の音楽監督に就任するかたわら、英国王立音楽院でも教鞭を執った。後に姓を Graener と表記するようになった。イングランド入りに先立って、マリア・エリザベート・ハウシルト（Maria Elisabeth Hauschild, 1872年 - 1954年）と結婚して3児を儲けた。そのうち、長男ハインツは10歳で、次男フランツ（1898年 - 1918年）は20歳で早世しており、クラーラ（もしくはクレール、1903年生）も30代で夭折した。
パウル・グレーナーは1920年代末より国家社会主義ドイツ文化闘争同盟に入会した。声楽曲のいくつかでは、ドイツ・ロマン主義文学をナチス・ドイツのプロパガンダのために流用しており、例えばフリードリヒ・シュレーゲルの『想い出の歌』（Gesang der Erinnerung, 1807年）による《救い主は遠くない》(Der Retter ist nicht weit) や、テオドール・シュトルムの詩による闘争歌は、その典型にほかならない。
ウィーンに一時期逗留した際に新ウィーン音楽院の作曲法の教員を務め、1911年から1913年まではザルツブルクのモーツァルテウムの院長に就任した。1914年よりフリーランスの作曲家としてミュンヘンに暮らし、1920年から1927年まで、マックス・レーガーの後任の作曲法の教授としてライプツィヒ音楽院で教鞭を執った。1930年に、前年に死去したアレクサンダー・フォン・フィーリッツの後任としてベルリン・シュテルン音楽院の院長に就任。1934年にはプロイセン芸術アカデミーのマスタークラスを監督した。
1930年代初めに娘クラーラが没すると、グレーナーは自分の私生児を引き取り養子にした。そのうち、パウル・コラツォッラは画家に、ヤン・コラツォッラ（1931年 - 1998年）はチェリストならびに指揮者になった。2人の生母は声楽家のマルガレーテ・コラツォッラ（Margarete Corazolla, 1902年 - 2001年）である。彼女はピアニストのベルティ・コラツォッラ（Berti）とともにベルリンの芸術家村（de:Künstlerkolonie Berlin）に長らく住んでいた。
1933年2月に、「文化闘争同盟」の他の仲間と共同でミヒャエル・ヤリーの演奏会を妨害して注目を浴びた。同年4月1日には国家社会主義ドイツ労働者党に入党し、会員番号1597250を交付された。グレーナーはナチス体制より数々の名誉を受け、1933年には全ドイツの音楽家の統制機関である帝国音楽院の作曲講座の指導を引き受け、さらに翌1934年には、ヴィルヘルム・フルトヴェングラーの後任として帝国音楽院副総裁の地位に就いた。1941年にはこの地位をヴェルナー・エックが引き継いだ。
1944年にはベルリンの自宅が爆撃に巻き込まれ、すべての自筆譜が焼失。家を失ったグレーナーは、家族を連れてヴィースバーデンやミュンヘン、ウィーン、メスを転々とし、最後はザルツブルクの国立療養所で72年の生涯を閉じた。

### 賞罰
- 1922年 プロイセン芸術アカデミー教員
- 1925年 ライプツィヒ大学名誉教授
- 1934年 ベートーヴェン賞受賞

## 音楽語法と受容
作曲様式は、リヒャルト・シュトラウスやマックス・レーガーらのドイツ後期ロマン派音楽に非常に影響されており、とりわけリート作家としては、ヨハネス・ブラームスやフーゴー・ヴォルフ、シュトラウスの伝統に依拠している。時には、クリスティアン・モルゲンシュテルン歌曲集《絞首台の歌》(Galgenliedern) のように無調の音楽語法をも採用した例もあれば、歌劇《ドン・ファン最後の遍歴》(Don Juans letztes Abenteuer) や管弦楽曲《牧羊神の王国より》(Aus dem Reiche des Pan) のように、印象主義を指向した例もある。
1920年代には上演回数の多いオペラ作曲家であった。国家社会主義になびいたことにより、1933年以降はドイツで最も上演回数の多い作曲家の一人に上り詰めた。死後はほとんど上演されなくなり、グレーナーの作品は盛んに亜流と評価されるようになった。こんにち最も有名なのは、歴史的録音によって接することの可能なモルゲンシュテルン歌曲集である。

## 主要な門人
- スタシス・シムクス（英語版） (1887 - 1943)
- ユゼフ・コフレル (1896 - 1943/1944?)
- アルベルト・メシンガー（ドイツ語版） (1897 - 1985)
- ノルベルト・フォン・ハネンハイム（英語版） (1898 - 1945)
- ハンス・ヴォルフガング・ザクセ（ドイツ語版） (1899 - 1982)
- ヨン・レイフス (1899 - 1968)
- イヨネル・ペルレア (1900 - 1970)
- ゲルハルト・マース（オランダ語版） (1906 - 1984)

## 作品一覧

### オペラ
- 1幕のオペレッタ《旅立つ小娘》Backfische auf Reisen. Operette in einem Akt（台本：フリッツ・ボルガー、初演：1891年、ブレーマーハーフェン）
- 1幕のジングシュピール《忠実な衛兵》The Faithful Sentry 作品1（1899年、原作：テオドール・ケルナー、台本：サミュエル・ゴードン、1899年[2]、初演：ロンドン・ヘイマーケット劇場（英語版）
- 2幕の歌つき喜劇《愚か者のお裁き》Das Narrengericht 作品38（1912年、台本：オットー・アンテス、初演：1913年[2]、ウィーン）
- 3幕の歌劇《ドン・ファン最後の遍歴》Don Juans letztes Abenteuer 作品42（1914年、台本：オットー・アンテス、初演：1914年[2]6月11日、ライプツィヒ歌劇場 ローベルト・ブルク指揮？）
- 3幕の歌劇《テオファノス》Theophano（別名《ビザンチン》Byzanz）作品48（1918年、台本：オットー・アンテス、初演：1918年[2]6月5日、ミュンヘン[2]・バイエルン宮廷歌劇場）
- 4幕の喜歌劇《シーリンとゲルトラウデ》Schirin und Gertraude. Heitere Oper in 4 Akten 作品51（1920年作曲、台本：エルンスト・ハルト、初演：1920年4月28日、ドレスデン州立歌劇場）
- 2幕の歌劇《ハンネレの昇天》Hanneles Himmelfahrt（作品番号なし、1927年、台本：ゲオルク・グレーナー、原作：ゲルハルト・ハウプトマンの同名の小説、初演：1927年2月、ドレスデン州立歌劇場）。
- 3幕の歌劇《フリーデマン・バッハ》Friedemann Bach 作品90（1931年、原作：アルベルト・エミール・ブラハフォーゲルの同名小説、台本：ルドルフ・ロタール、初演：1931年11月13日、シュヴェリーン
- 4幕の歌劇《ホンブルクの貴公子》Der Prinz von Homburg 作品100（1934年、ハインリヒ・フォン・クライストの『ホンブルク公フリードリヒ、またはフェールベリンの合戦』による自作台本、初演1935年3月14日、ウンター・デン・リンデン国立歌劇場）
- 前奏曲と3幕のジングシュピール《イレーネ、またはカプリの火遊び》Irene. Ein Spiel auf Capri. Singspiel in einem Vorspiel und 3 Akten（1940年作曲？ 台本：アルフレート・ギュンツェル、初演：おそらく1940年、ミュンヘン・ゲルトナープラッツ国立劇場？）
- 3幕の歌劇 Schwanhild（1941年、台本：オットー・アンテス、初演：1941年、ケルン）
- 未完の断片《オデュッセウスの帰還》Odysseus' Heimkehr（1941年、台本：オットー・アンテス）

### 声楽曲

#### ピアノ伴奏歌曲（集）
- 4つの歌曲 Vier Lieder 作品4（1906年、原詩：K.A.フェーント、J.マイヤー、H.ロイトホルト、L.カッサン）
- 2つの歌曲 Zwei Lieder 作品6（1906年、原詩：ロバート・バーンズ、詠み人知らず）
- 3つの歌曲 Drei Lieder 作品11（1906年、原詩：ハインリヒ・ハイネ、S.エルザ）
- 4つの歌曲 Vier Lieder 作品12（1909年、原詩：カール・シュティーラー（英語版）、パウル・レーマー、グスタフ・ファルケ（英語版）
- 3つの歌曲 Drei Lieder 作品21（1909年、原詩：アンナ・リッター（英語版）、詠み人知らず、ルートヴィヒ・フルダ（ドイツ語版）
- 5つの歌曲 Fünf Lieder 作品29（1911年、原詩：アンナ・リッター、オットー・ユリウス・ビーアバウム（英語版）、エドゥアルト・ルドルフ・グリーゼバッハ、K.ブルケ、詠み人知らず）
- 3つの歌曲 Drei Lieder 作品30（1909年、原詩：オットー・エーリヒ・ハルトレーベン（ドイツ語版）、詠み人知らず、アンナ・リッター
- 4つの歌曲 Vier Lieder 作品40（1916年、原詩：ハンス・フリードリヒ、リヒャルト・デーメル、アンナ・リッター、オットー・ユリウス・ビーアバウム）
- 「パルム川は歌う」絞首台の7つの歌 Palmström singt. Sieben Galgenlieder 作品43（1917年、原詩：クリスティアン・モルゲンシュテルン）
- 新・絞首台の7つの歌 ([Sieben] Neue Galgenlieder) 作品43b（1922年、原詩：クリスティアン・モルゲンシュテルン）
- 3つの歌曲 Drei Lieder 作品45（1915年、原詩：J.ロイサー、リヒャルト・デーメル、ヨハネス・シュラーフ（英語版））
- 3つの歌曲 Drei Lieder 作品46（1915年、原詩：E.A.ヘルマン、ヘルマン・ヘッセ、リヒャルト・シャウカル（ドイツ語版）、K.E.クルト）
- ドイツの古詩による3つの歌曲 Drei Lieder zu altdeutschen Gedichten 作品47（1918年、原詩：詠み人知らず）
- 元兵士の太鼓の歌 Trommellied des Landsturms（1916年、原詩：グスタフ・ファルケ）
- 5つの歌曲 Fünf Lieder 作品49（1918年、原詩：ミュンヒハウゼン男爵
- 4つの歌曲 Vier Lieder 作品50（1919年、原詩：クリスティアン・モルゲンシュテルン、マックス・ダウテンダイ）
- 4つの歌曲 Vier Lieder 作品52（1920年、原詩：リヒャルト・デーメル、アントン・ヴィルトガンス、マックス・ダウテンダイ）
- 6つの歌曲 Sechs Lieder 作品57（1921年、原詩：クリスティアン・モルゲンシュテルン、ルル・フォン・シュトラウス＝ウント＝トルナイ（ドイツ語版）、G.エーベアライン、ミュンヒハウゼン男爵、ヴィクトール・ブリューティゲン）
- クールラントの砂州の歌 Das Lied der Kurischen Nehrung（1924年、原詩：フリッツ・クートニヒ (1888-1979)）
- 7つの歌曲 Sieben Lieder 作品70（1925年、原詩：オットー・ユリウス・ビーアバウム）
- 10の歌曲（レーンズ歌曲集）Zehn Lieder (Löns-Lieder) 作品71（1925年、原詩：ヘルマン・レーンズ）
- 「夜と幽霊の歌」絞首台の10の歌 Nacht- und Spukgesänge. [Zehn] Galgenlieder 作品79（1927年、原詩：クリスティアン・モルゲンシュテルン）
- ラーベ歌曲集 [Fünf] Raabe-Lieder 作品83（1928年、原詩：ヴィルヘルム・ラーベ）
- ライプツィヒ本の虫の学生歌 Kommerslied der Leipziger Bibliophilen（1929年、原詩：フョードル・フォン・ツォーベルティッツ（ドイツ語版））
- 4つの歌曲 Vier Lieder 作品94（1932年、原詩：ヨハン・ヴォルフガング・フォン・ゲーテ）
- 5つの歌曲 Fünf Lieder 作品102（1936年、原詩：ヴィル・ヴェスパー、ライナー・マリア・リルケ、ヘルマン・ヘッセ、ヘルマン・クラウディウス（ドイツ語版）、詠み人知らず）
- 絞首台の3つの歌 Drei Galgenlieder 作品103（1936年、原詩：クリスティアン・モルゲンシュテルン）
- 5つの回想の歌 [Fünf] Lieder der Erinnerung 作品111（1942年、原詩：オットー・エーリヒ・ハルトレーベン、ミュンヒハウゼン男爵、ヘルマン・クラウディウス、フリードリヒ・グリーゼ（英語版））

#### 管弦伴奏歌曲（集）など
- 管弦楽伴奏歌曲《ヴィープケ・ポークヴィシュ（1404年ハメの血戦）》Wiebke Pogwisch (Schlacht in der Hamme 1404) für Singstimmen und Orchester 作品24（1915年、原詩：デトレフ・フォン・リーリエンクローン。初演：1919年ベルリン、ジークフリート・オクス指揮ベルリン・フィルハーモニー合唱団）
- アルトとピアノ五重奏のための狂詩曲《憧れ（渚にて）》Sehnsucht. An das Meer. Rhapsodie für Altstimme, Klavier und Streichquartett 作品53（1920年、原詩：ハンス・ベートゲ）
- 声楽、ヴィオラ・ダ・ガンバ、フルート、オーボエ、ファゴットと弦楽合奏のための《前奏と間奏、アリア》Vorspiel, Intermezzo und Arie für Singstimme, Gambe, Flöte, Oboe, Fagott und Streicher 作品84（1932年、原詩：マックス・ダウテンダイ）
- 男声合唱曲《社交の週日》Die Gesellenwoche für Männerchor 作品86（1930年、作詞者不詳）
- 男声合唱曲《ドイツ・カンタータ》Deutsche Kantate für Männerchor 作品87（1929年、作詞者不詳）
- 男声合唱のための3つの歌《春の組曲》Frühlings-Suite. Drei Gesänge für Männerchor 作品89（1930年、原詩：『子供の不思議な角笛』より）
- 男声合唱のための4つの歌 Vier Gesänge für Männerchor 作品91（1930年、原詩：A.クリステン、F.エーヴェアス、ヴィルヘルム・フォン・ショルツ、ヴィクトーア・ハルドゥング）
- 男声合唱のための3つの歌 Drei Lieder für Männerchor（1930年、原詩：K.コルバッハ、ルートヴィヒ・プファウ、ヤーコプ・レーヴェンベルク）
- 男声合唱のための3つの夜想曲 Drei Nocturnes für Männerchor（1930年、原詩：作者不詳、リヒャルト・デーメル、グスタフ・ファルケ（英語版））
- 男声（バリトン）とピアノ三重奏のための《テオドール・シュトルムの調べ》Theodor-Storm-Musik für Männerstimme (Bariton) und Klaviertrio 作品93（1932年、原詩：シュトルムの『森と荒れ地があった』Es liegen Wald und Heide…）
- 男声合唱と金管楽器、ティンパニとピアノのための《救いは遠くない》Der Retter ist nicht weit. Hymnus für Männerchor, Bläser, Pauken und Klavier 作品95（1932年、原詩：フリードリヒ・シュレーゲルの『想い出の歌』Gesang der Erinnerung, 1807年）
- 独唱者と合唱、管弦楽のための《マリアのカンタータ》Marien-Kantate für Soli, Chor und Orchester 作品99（原詩：さまざまな年代のテクストによる、作曲：1933年、初演：1933年）
- アルフレート・ボーデの詩による3つの男声合唱曲 Drei Männerchöre（1935年）
- ヘルマン・レーンスの詩による3つの男声合唱曲 Drei Männerchöre 作品105（1937年）
- 《独唱歌手とチェロ独奏が奏でる》Eine Singstimme und ein Cello musizieren 作品113（1943年、ゲルハルト・ハウプトマンの『色とりどりの本』Das bunte Buch, 1888年より）

### 交響曲・序曲
- 弦楽合奏とハープのためのシンフォニエッタ Sinfonietta für Streicher und Harfe 作品27（1910年）
- 交響曲ニ短調「鍛冶屋の苦悩」Schmied Schmerz. Sinfonie d-Moll 作品39（1912年）
- 序曲《若き学徒》Iuventus academica. Ouvertüre 作品73（1926年、献呈：ライプツィヒ大学、初演：1926年、ライプツィヒ、フリッツ・ブッシュ指揮ライプツィヒ・ゲヴァントハウス管弦楽団）
- 小交響曲 Sinfonia breve 作品96（1932年）
- ウィーン交響曲 Wiener Sinfonie 作品110（1942年作曲、初演：1942年、ハンス・クナッパーツブッシュ指揮ウィーン・フィルハーモニー管弦楽団）

### 協奏的作品
- ピアノ協奏曲 イ短調 Konzert a-Moll für Klavier und Orchester 作品72（1925年）
- チェロ協奏曲 イ短調 Konzert a-Moll 作品78 für Violoncello und Kammerorchester（1927年出版）[2]
- フルート独奏と室内オーケストラのための組曲《サン・スーシ宮殿のフルート》Die Flöte von Sanssouci. Suite für Flöte und Kammerorchester 作品88（1930年）
- ヴァイオリン協奏曲 ニ長調 Konzert D-Dur für Violine und Orchester 作品104（1938年、カール・グリムに献呈）
- フルート協奏曲 Flötenkonzert 作品116

### 管弦楽曲

#### 管弦楽組曲
- ゴチック組曲　Gotische Suite　作品74（1927年、献呈：エミール・マッティーセン）
- 大オーケストラのための組曲《牧羊神の王国より》Aus dem Reiche des Pan. Suite für großes Orchester 作品22（1920年）
  - 月夜のまどろみ Pan träumt im Mondlicht
  - あこがれの歌 Pan singt von der Sehnsucht
  - 踊り Pan tanzt
  - 世界の子守唄 Pan singt das Welt-Wiegenlied

#### 交響詩など
- ロマンティックな幻想曲 Romantische Phantasie 作品41（1923年）
- 森の調べ Waldmusik 作品60（1923年）
- 喜劇女優 Comedietta 作品82（1928年）
- 3つのスウェーデン舞曲 Drei schwedische Tänze 作品98（1932年）
- 祭りの時間 Feierliche Stunde 作品106（1938年）

#### セレナーデ、ディヴェルティメント
- 嬉遊曲 ニ長調 Divertimento D-Dur 作品67（1924年）
- 夜曲 Musik am Abend 作品44（1915年）
- 弦楽セレナーデ《絵のようなセレナード》Sérénade pittoresque für Streicher（1937年）
- ザルツブルク・セレナーデ Salzburger Serenaden 作品115（1943年）

### 管弦楽のための変奏曲
- ロシア民謡による変奏曲 Variationen über ein russisches Volkslied 作品55（1922年）
- ゲーテの『ファウスト第2部』のリュンコイスの歌による変奏曲《鐘楼守りの歌》Turmwächterlied. Variationen über das Lied des Lynkeus aus Faust II von Goethe 作品107（1938年）
- 「騎士オイゲン公」による変奏曲 Variationen über Prinz Eugen 作品108（1939年）

### 室内楽曲
- ヴァイオリンとピアノのための《イタリア風小組曲》Petite Suite Italienne（1903年）
- ヴァイオリン・ソナタ Sonate für Violine und Klavier 作品56（1921年）
- フルートとピアノのための《組曲 イ長調》Suite A-Dur für Flöte und Klavier 作品63（1924年出版[2]）
- チェロとピアノのための《組曲 ハ短調》Suite c-Moll für Violoncello und Klavier 作品66（1924年）
- チェロ・ソナタ Sonate für Violoncello und Klavier 作品101（1935年）
- ピアノ三重奏曲《組曲》作品19（1905年）
- 《室内楽の詩曲》Kammermusikdichtung 作品20（1906年、小説『ハンガリーの牧師』Der Hungerpastor の物語による、献呈：ヴィルヘルム・ラーベ）
- ピアノ三重奏曲《調性のない三重奏》Trio atonal 作品61（1923年）
- 弦楽四重奏曲《スウェーデン民謡による四重奏》Quartett über ein schwedisches Volkslied 作品33（1910年）
- 弦楽四重奏曲 作品54（1920年出版[2]）
- 弦楽四重奏曲イ短調 作品65（1924年出版[2]）
- 弦楽四重奏曲 作品80（1928年出版[2]）

### ピアノ曲
- メヌエットとガヴォット、パストラーレ Minuetto, Gavotte & Pastorale 作品9（1905年、管弦楽版あり）
- 春に Au printemps 作品10（1905年、弦楽合奏版あり） 
  - 夕べの調べ Chant du soir
  - 道すがら En route
  - 行進曲風に Alla marcia
- 印象 Impressionen（1912年）
- Wilhelm-Raabe-Musik 作品58（1922年、3 Stücke)
- ロマンス《独りぼっちの案山子》Einsame Feldwacht. Romanze 作品59（1922年）
- 3つの間奏曲 Drei Intermezzi 作品77（1927年）
- 3つのピアノ曲 Drei Klavierstücke（1932年）